# Ammophila elongata
Ammophila elongata är en biart som beskrevs av Fischer de Waldheim 1843. Ammophila elongata ingår i släktet Ammophila och familjen grävsteklar. Inga underarter finns listade i Catalogue of Life.